# O, fröjden er därav I Jesu vänner
O, fröjden er därav I Jesu vänner är en psalmtext diktad av Malte Bernhard Öhrnstedt (1832-1896).  Melodin utgavs i tryck två år senare, 1877 av Sanningsvittnets redkations version av Melodibok för Hemlandssånger. I August Anderssons sångbok Det glada budskapet användes samma melodi som till sången Wi ha' en Gud, som osz alltid älskar.
Melodin antas vara en folkvisa, enligt Oscar Lövgrens uppgift i "Läsarsång och folklig visa" (Första delen, 1975). Sången kan också sjungas till samma melodi som Tänk när en gång den dimma är försvunnen.

## Publicerad i
- Svenska Posten 11 februari 1875
- Melodibok för Hemlandssånger 1877 med melodin.
- Svenska Missionsförbundets sångbok 1889 som nr 317
- Det glada budskapet 1890 nr 110 med titeln "O, fröjden er!".
- Herde-Rösten 1892, som nr 232 med tilteln "Uppmuntran för Guds barn och" under rubriken "Tröst och uppmuntran".
- Svensk söndagsskolsångbok 1908 nr 209 under rubriken "Guds barns trygghet". Fjärde versen utesluten.
- Kom 1930 nr 76 under rubriken "Trosliv och helgelse". Författarens namn då M. B. Öller.
- Sions Sånger 1951, som nr 148.
- Sions Sånger 1981, som nr 195 under rubriken "Tack och Lov".